# Vibrissina remota
Vibrissina remota là một loài ruồi trong họ Tachinidae.